# Mănăstirea Baziaș
Mănăstirea Baziaș este o mănăstire ortodoxă din România situată în satul Baziaș, județul Caraș-Severin.

## Vezi și
- Sava Vuković (episcop)
- Marea Cartă de la Baziaș (în sârbă Велика базјашка повеља)

 Acest articol despre o mănăstire din România este deocamdată un ciot. Puteți ajuta Wikipedia prin completarea lui !